# Eliana Guttman
Eliana Guttman (São Paulo, 15 de março de 1954) é uma atriz brasileira com muitas atuações em teatro, no cinema e na televisão. Conhecida pelos personagens Dona Céu em Xica da Silva, Tzipora em Esperança, Maria Eugênia em Luz do Sol, a vilã Ofélia em Rebelde e a freira Maristela em Carinha de Anjo.

## Filmografia

### Televisão
| Ano     | Nome                   | Personagem                        | Nota                                           | Emissora          |
| ------- | ---------------------- | --------------------------------- | ---------------------------------------------- | ----------------- |
| 1994    | 74.5: Uma Onda no Ar   | Ruth                              |                                                | Rede Manchete     |
| 1996    | Xica da Silva          | Maria do Céu Gonçalo ( Dona Céu)  |                                                | Rede Manchete     |
| 1997    | Mandacaru              | Dona Nevinha                      |                                                | Rede Manchete     |
| 1998    | Meu Pé de Laranja Lima | Estefânia Silva                   |                                                | Rede Bandeirantes |
| 1999    | Força de um Desejo     | Laura                             |                                                | Rede Globo        |
| 2002    | Esperança              | Tzipora                           |                                                | Rede Globo        |
| 2004    | Linha Direta           | Ethel Poni                        | Episódio: "Crime das Irmãs Poni"               | Rede Globo        |
| 2004    | A Diarista             | Rita                              | Episódio: "Diarista alta, solteira, procura.." | Rede Globo        |
| 2005    | Mad Maria              | Dona Inês                         |                                                | Rede Globo        |
| 2006    | Cristal                | Dona Luísa de Jesus               |                                                | SBT               |
| 2007    | Luz do Sol             | Maria Eugênia Alcântara Diniz     |                                                | Rede Record       |
| 2009    | Poder Paralelo         | Dulce Orlim                       |                                                | Rede Record       |
| 2011-12 | Rebelde                | Ofélia Campos Sales               |                                                | Rede Record       |
| 2014    | Milagres de Jesus      | Salete                            | Episódio: " O Endemoniado de Gerasa"           | Rede Record       |
| 2014    | Vitória                | Maria Zilda Amaral                |                                                | Rede Record       |
| 2016-18 | Carinha de Anjo        | Maristela Lopes (Madre Superiora) |                                                | SBT               |
| 2019    | Bugados                | Dona Olga                         |                                                | Gloob             |
| 2019    | Ninguém Tá Olhando     | Cilene                            | 3 episódios                                    | Netflix           |
| 2020    | Unidade Básica         | Ana Vasquez                       | Episódio: "Ulisses"                            | Globoplay         |

### Cinema
| Ano  | Título                  | Personagem       |
| ---- | ----------------------- | ---------------- |
| 1999 | O Mário                 | —                |
| 2000 | Woman on Top            | Mãe de Isabella  |
| 2001 | Bellini e a Esfinge     | Dora Lobo        |
| 2001 | O Xangô de Baker Street | —                |
| 2004 | Olga                    | Enfermeira Chefe |
| 2022 | Primavera               | Senhora          |

## Teatro
- Maria Stuart
- Dorotéia Vai a Guerra
- Me Engana Que Eu Gosto
- O Violinista no Telhado
- Toda Nudez Será Castigada
- O Mistério de Gioconda
- Laços Eternos
- Querida Helena
- Estranho Amor
- O Enigma Blavatsky
- Angels in América
- Sabiá
- Intocaveis
- Casa de Bonecas parte 2

## Prêmios e indicações
| Ano  | Associações            | Categoria                                   | Nomeações | Resultado | Ref.  |
| ---- | ---------------------- | ------------------------------------------- | --------- | --------- | ----- |
| 2002 | Troféu Top of Business | Destaque do Ano — Melhor Atriz em Televisão | Esperança | Venceu    | [ 2 ] |
| 2002 | Prêmio TV Press        | Melhor Atriz Revelação                      | Esperança | Venceu    | [ 3 ] |